# Desindustrialización (economía)

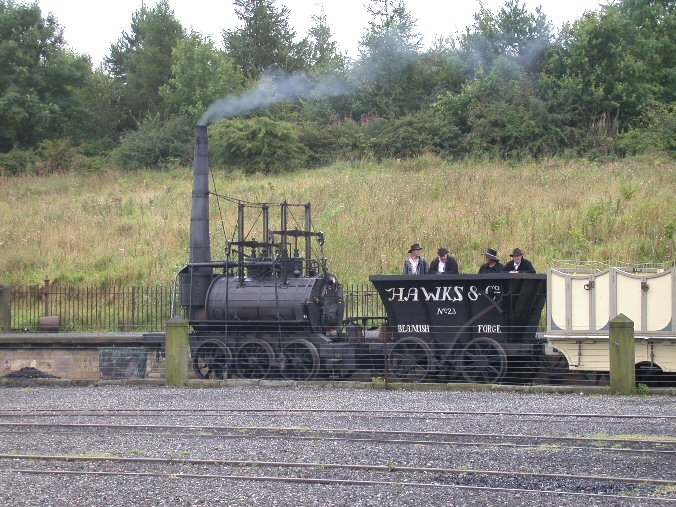
Ícono de la industrialización clásica.

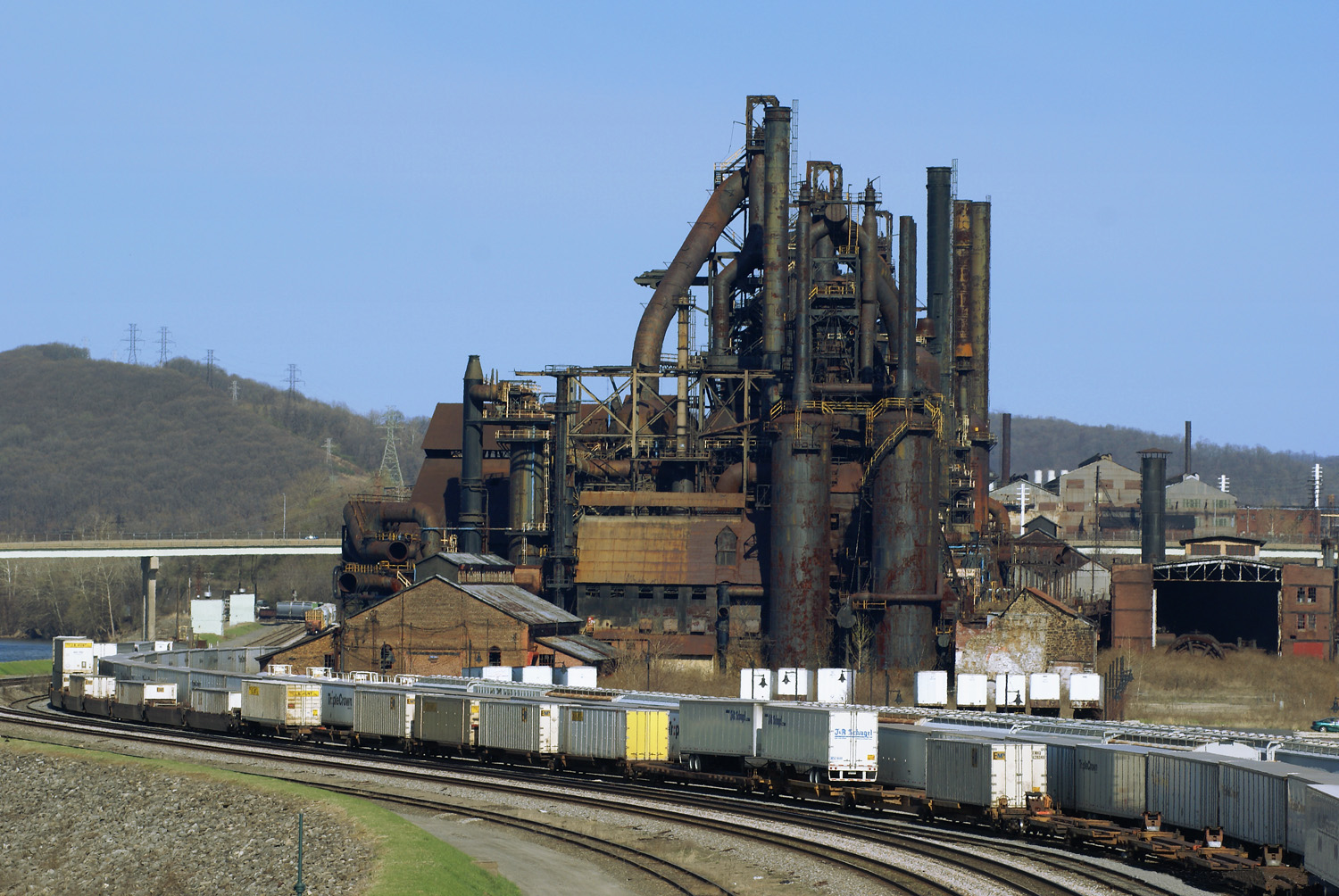
La planta Bethlehem Steel en Estados Unidos quebró financieramente en 2001, y fue convertida en un casino.

La desindustrialización es un proceso de cambio social y económico causado por la desaparición o reducción de capacidad o actividad industrial en un país o región, especialmente de industria pesada o manufacturera.
Existen cuatro puntos básicos para poder hablar de desindustrialización:
- Caída relativa del empleo industrial y rígido, y aumento (relativo según la región económica) de la flexibilidad laboral.
- Aumento del sector terciario de la economía (servicios), así como de la economía de la información y la posindustrial, y así como hay progreso de la desinstalación o reubicación (con diseminación) de los grandes complejos fabriles.
- Aumento progresivo del ingreso y de la calidad de vida, en la medida que progresa el nivel de integración o no tanto el proceso de globalización.

- Es identificada con una disminución sostenida (relativa) tanto de la producción como del empleo manufacturero.[2]

En resumen, la desindustrialización es un proceso de cambio económico y social, causado por eliminación o reducción de capacidad industrial (en un país o región), especialmente en lo que concierne a industria pesada e industria transformadora. Es bien un proceso exactamente opuesto al de la industrialización.

## Explicaciones
desarrollo que predicen o explican el proceso de desindustrialización, tienen un relativamente largo recorrido.
Robert Rowthorn por ejemplo, argumenta que la teoría marxista de reducción del lucro industrial, puede ser considerada como una de las primeras explicaciones. Esta teoría expresa que la innovación tecnológica permite medios más eficientes de producción, resultando entonces un aumento de la produtividad física, o sea, una mayor producción de valor de uso por unidad de capital invertido. En paralelo, las innovaciones tecnológicas substituyen personas (obreros) por máquinas, y la composición orgánica del capital social disminuye. Asumiendo entonces que el trabajo solamente puede producir un valor adicional nuevo, esa mayor producción física incorpora un menor valor en trabajo. La tasa media de lucro industrial, por tanto, disminuye a largo plazo.
Para Mario Henrique Simonsen, doctor en econometría de la Universidade de Brasília, la mejor resolución de problemas, con mejor distribución y/o redistribución y/o reconversión del trabajo, y los beneficios que de allí redundan, se identifican con el rol del Capital.
Rowthorn y Wells (1987) señalan en sus explicaciones, que la desindustrialización es un proceso positivo, siendo una señal de madurez de la economía, con secuelas de procesos negativos, debido al desempleo y a malos desempeños económicos. Y sugieren entonces que la desindustrialización puede ser tanto un efecto como una causa del desempeño económico.
George Reisman (2002) identificó a la inflación como un contribuyente de la desindustrialización. En su análisis, afirma que el proceso de inflación de la moneda fiduciaria distorsiona los cálculos económicos necesarios para el correcto desempeño de las empresas con capital intensivo de producción, lo que hace no lucrativas a las inversiones necesarias para sustentar las operaciones de esas empresas.

## Consecuencia
La desindustrialización está asociada con una disminución del producto,  ingreso estancado, elevado desempleo (y empleo informal), restricción externa al crecimiento.